# Gran Premio di Singapore 2017
Il Gran Premio di Singapore 2017 è stata la quattordicesima prova della stagione 2017 del campionato mondiale di Formula 1. La gara si è corsa domenica 17 settembre sul circuito di Singapore ed è stata vinta dal britannico Lewis Hamilton su Mercedes, al sessantesimo successo in carriera; Hamilton ha preceduto all'arrivo l'australiano Daniel Ricciardo su Red Bull Racing-TAG Heuer e il suo compagno di squadra, il finlandese Valtteri Bottas.

## Vigilia

### Sviluppi futuri
La McLaren decide di non proseguire, dalla stagione 2018, il rapporto di collaborazione col motorista Honda. Al suo posto, la scuderia britannica trova un accordo triennale con la Renault, che mai aveva motorizzato la casa di Woking. La casa nipponica passa a motorizzare, sempre dal 2018, la Scuderia Toro Rosso, la quale nella stagione 2017 è spinta proprio dalla power unit della Losanga. L'accordo tra il team di Faenza e la Régie è anch'esso triennale. Le due parti avevano già tentato ad agosto di concludere la trattativa, ma senza successo.
La Mercedes annuncia il prolungamento, per un anno, del rapporto con Valtteri Bottas, quale pilota titolare. La Renault annuncia l'ingaggio di Carlos Sainz Jr., quale pilota titolare, per la stagione 2018, in luogo di Jolyon Palmer. Era stato ipotizzato che il pilota spagnolo potesse passare alla scuderia francese già nel corso del 2017. Al volante della Renault era stato avvicinato anche Robert Kubica. Il polacco, che sceglie come manager Nico Rosberg, effettuerà comunque dei test con la Williams. La Force India conferma la coppia di piloti titolari, Sergio Pérez ed Esteban Ocon, anche per il 2018.
Viene prolungato, fino al 2021, il contratto che lega la Formula 1 con gli organizzatori del Gran Premio di Singapore. La tenuta della gara, nel calendario iridato, era stata messa in dubbio nei mesi precedenti.

### Aspetti tecnici
Per questa gara la Pirelli, fornitrice unica degli pneumatici, porta pneumatici di mescola morbida, supermorbida e ultramorbida.
La FIA stabilisce due zone ove i piloti possono attivare il Drag Reduction System: il primo è posto sul Raffles Boulevard, con punto per la determinazione del distacco fra piloti stabilito alla curva 4; la seconda zona è fissata sul rettilineo dei box, e detection point indicato tra le curve 21 e 22.

### Aspetti sportivi
La FIA stabilisce che alla curva 2 i piloti, qualora non riescano a rimanere all'interno del tracciato e siano costretti a utilizzare la via di fuga, potranno rientrare in pista solo transitando dietro un apposito segnale. È confermata, inoltre, la riasfaltatura di alcuni punti della pista: le curve 1 e 2, una zona di 100 metri dopo la curva 5, il tratto compreso tra la 12 e la 13 e quello dalla 15 alla 17. La pit lane, grazie allo spostamento di alcuni tombini, risulta più larga.
Antonio Giovinazzi ha sostituito, nel corso della prima sessione di libere, Kevin Magnussen, alla Haas, mentre Sean Gelael, alla Scuderia Toro Rosso, ha preso il posto di Carlos Sainz Jr., per la prima volta. Gelael è il secondo pilota indonesiano a partecipare a un weekend del mondiale di F1, dopo Rio Haryanto.
L'ex pilota di F1 Emanuele Pirro è nominato, dalla FIA, quale commissario aggiunto per la gara. Ha già svolto in passato tale funzione, l'ultima al Gran Premio d'Italia 2017.

## Prove

### Resoconto
Daniel Ricciardo è il pilota più rapido della prima sessione di prove libere. Montando gomme ultrasoft ha preceduto Sebastian Vettel di 109 millesimi, e di 121 il compagno di team, Max Verstappen. La pista era resa scivolosa dalla pioggia caduta nella nottata. Sulla monoposto di Vettel sono state sostituite, nel corso della sessione, l'ala posteriore e le barre della sospensione anteriore. Il leader del mondiale, Lewis Hamilton, ha chiuso col quarto tempo, mentre l'altro pilota della Mercedes, Valtteri Bottas, è stato preceduto anche da Sergio Pérez. Le due vetture tedesche lamentano un consumo eccessivo delle coperture a mescola ultrasoft. Lance Stroll è stato limitato, nella sessione, da un problema al cambio.
Verstappen, Kimi Räikkönen e Stoffel Vandoorne hanno testato, con un giro d'installazione, l'Halo.
Ricciardo si è confermato anche nella sessione della sera, in cui è stato l'unico pilota a scendere sotto il muro del minuto e quarantuno. L'australiano ha anche fissato il nuovo record della pista. Il secondo tempo è stato fatto da Max Verstappen, l'altro pilota della Red Bull Racing. A sette decimi ha chiuso Hamilton, davanti all'altro pilota della Mercedes, Bottas. Verstappen, nel secondo giro, in assetto da qualifica, ha anche picchiato contro le protezioni, non potendo più migliorare la sua prestazione.
Il primo dei ferraristi è Kimi Räikkönen, nono, che però sconta problemi di bilanciamento, che non gli permettono di mandare in temperatura gli pneumatici anteriori. Vettel è solo undicesimo, dopo aver dovuto abortire i due tentativi veloci, prima per la presenza sulla pista di un'altra vettura, poi nel secondo tentativo, per una toccata alle protezioni. Cosa capitata anche a Fernando Alonso e Romain Grosjean.
Al sabato la Red Bull Racing conferma la sua velocità, col miglior tempo di Max Verstappen; l'olandese ha ottenuto un tempo di un secondo più alto di quello del venerdì, a causa della pioggia della notte, che ha ridotto il grip della pista. Sulla vettura di Verstappen si è anche verificato un problema al cambio. Secondo, staccato di meno di un decimo, è Sebastian Vettel, che precede Lewis Hamilton, e, a sorpresa, le due McLaren.
L'altro pilota della Red Bull, Ricciardo, ha strisciato la vettura contro le barriere, ed ha chiuso col sesto tempo. Molti piloti hanno commesso errori simili, come Kimi Räikkönen, Lance Stroll e Marcus Ericsson. A causa dell'incidente di quest'ultimo, che è andato in testacoda, prima di sbattere contro i muretti, la sessione è stata interrotta per diversi minuti. Sulla vettura dello svedese viene sostituito il cambio, cosa che lo penalizza di cinque posizioni, sulla griglia di partenza.

### Risultati
Nella prima sessione del venerdì si è avuta questa situazione: 
| Pos | Nº | Pilota           | Costruttore               | Tempo    | Gap    | Giri |
| --- | -- | ---------------- | ------------------------- | -------- | ------ | ---- |
| 1   | 3  | Daniel Ricciardo | Red Bull Racing-TAG Heuer | 1'42"489 |        | 21   |
| 2   | 5  | Sebastian Vettel | Ferrari                   | 1'42"598 | +0"109 | 21   |
| 3   | 33 | Max Verstappen   | Red Bull Racing-TAG Heuer | 1'42"610 | +0"121 | 23   |

Nella seconda sessione del venerdì si è avuta questa situazione: 
| Pos | Nº | Pilota           | Costruttore               | Tempo    | Gap    | Giri |
| --- | -- | ---------------- | ------------------------- | -------- | ------ | ---- |
| 1   | 3  | Daniel Ricciardo | Red Bull Racing-TAG Heuer | 1'40"852 |        | 33   |
| 2   | 33 | Max Verstappen   | Red Bull Racing-TAG Heuer | 1'41"408 | +0"556 | 28   |
| 3   | 44 | Lewis Hamilton   | Mercedes                  | 1'41"555 | +0"703 | 36   |

Nella sessione del sabato si è avuta questa situazione: 
| Pos | Nº | Pilota           | Costruttore               | Tempo    | Gap    | Giri |
| --- | -- | ---------------- | ------------------------- | -------- | ------ | ---- |
| 1   | 33 | Max Verstappen   | Red Bull Racing-TAG Heuer | 1'41"829 |        | 12   |
| 2   | 5  | Sebastian Vettel | Ferrari                   | 1'41"901 | +0"072 | 13   |
| 3   | 44 | Lewis Hamilton   | Mercedes                  | 1'41"971 | +0"142 | 16   |

## Qualifiche

### Resoconto
Tutti i piloti affrontano la pista subito, al fine di far segnare un tempo valido, nel caso che la sessione sia poi interrotta da bandiere rosse. Dopo le due Ferrari, prende il comando della classifica Stoffel Vandoorne. In seguito è il turno delle Red Bull Racing, con Vettel che si piazza terzo. Lewis Hamilton sale secondo, mentre Felipe Massa danneggia la vettura, sbattendo contro le barriere; i meccanici sono capaci di rimandare in pista la Williams del brasiliano, che però non riesce a lottare per l'entrata nella fase successiva.
A metà sessione le prime 10 posizioni sono monopolizzate da coppie di 5 scuderie: prima le due Red Bull, poi le due Mercedes, le due Ferrari, le due Force India e le due McLaren. Carlos Sainz Jr. si eleva fino al terzo posto, così come Jolyon Palmer che scala quinto, Nico Hülkenberg sale nono. Vengono eliminate le due Williams, le due Sauber e Kevin Magnussen.
Nella seconda fase Max Verstappen fa segnare il record della pista, sopravanzando le due Ferrari. Le due Mercedes sono quarte e quinte, fino al tempo di Vandoorne, che s'installa fra le due vetture tedesche. Anche Ricciardo è veloce, ponendosi terzo. Nella parte finale della Q2 s'intensifica la lotta per il passaggio alla fase decisiva: Fernando Alonso fa segnare l'ottavo tempo, l'altro spagnolo, Sainz, solo il decimo, prima che Hülkenberg scali settimo, addirittura davanti a Bottas. Le due Force India, invece, non migliorano, e sono eliminate. Kimi Räikkönen fa segnare il secondo tempo, prima che Verstappen migliori ancora il record del tracciato. Palmer è solo undicesimo, mentre Bottas non si migliora, chiudendo ottavo. Sono eliminati, oltre ai piloti della Force India e Palmer, anche Daniil Kvjat e Romain Grosjean.
Le prime due vettura a far segnare un tempo, in Q3, sono le McLaren, che vengono battute da Kimi Räikkönen; dietro al finlandese si portano le due Mercedes. Max Verstappen si porta al comando, battuto, poco dopo, da Sebastian Vettel; l'altro pilota della Red Bull, Daniel Ricciardo, è terzo. Nel secondo tentativo veloce Nico Hülkenberg si pone settimo, davanti alle McLaren, Kimi Räikkönen sbaglia nel suo giro, Lewis Hamilton migliora, ma resta quinto, con le due Red Bull che non riescono a scavalcare Vettel. Il tedesco conquista la sua quarantanovesima pole position, nel mondiale di F1. È anche la duecentotredicesima pole position per una vettura a motore Ferrari, che così eguaglia il numero di partenze al palo conquistate da vetture a motore Renault.

### Risultati
Nella sessione di qualifica si è avuta questa situazione:
| Pos                         | Nº | Pilota            | Costruttore               | Q1       | Q2       | Q3       | Griglia |
| --------------------------- | -- | ----------------- | ------------------------- | -------- | -------- | -------- | ------- |
| 1                           | 5  | Sebastian Vettel  | Ferrari                   | 1'43"336 | 1'40"529 | 1'39"491 | 1       |
| 2                           | 33 | Max Verstappen    | Red Bull Racing-TAG Heuer | 1'42"010 | 1'40"332 | 1'39"814 | 2       |
| 3                           | 3  | Daniel Ricciardo  | Red Bull Racing-TAG Heuer | 1'42"063 | 1'40"385 | 1'39"840 | 3       |
| 4                           | 7  | Kimi Räikkönen    | Ferrari                   | 1'43"328 | 1'40"525 | 1'40"069 | 4       |
| 5                           | 44 | Lewis Hamilton    | Mercedes                  | 1'42"455 | 1'40"577 | 1'40"126 | 5       |
| 6                           | 77 | Valtteri Bottas   | Mercedes                  | 1'43"137 | 1'41"409 | 1'40"810 | 6       |
| 7                           | 27 | Nico Hülkenberg   | Renault                   | 1'42"586 | 1'41"277 | 1'41"013 | 7       |
| 8                           | 14 | Fernando Alonso   | McLaren-Honda             | 1'42"086 | 1'41"442 | 1'41"179 | 8       |
| 9                           | 2  | Stoffel Vandoorne | McLaren-Honda             | 1'42"222 | 1'41"227 | 1'41"398 | 9       |
| 10                          | 55 | Carlos Sainz Jr.  | Toro Rosso                | 1'42"176 | 1'41"826 | 1'42"056 | 10      |
| 11                          | 30 | Jolyon Palmer     | Renault                   | 1'42"472 | 1'42"107 | N.D.     | 11      |
| 12                          | 11 | Sergio Pérez      | Force India-Mercedes      | 1'43"594 | 1'42"246 | N.D.     | 12      |
| 13                          | 26 | Daniil Kvjat      | Toro Rosso                | 1'42"544 | 1'42"338 | N.D.     | 13      |
| 14                          | 31 | Esteban Ocon      | Force India-Mercedes      | 1'43"626 | 1'42"760 | N.D.     | 14      |
| 15                          | 8  | Romain Grosjean   | Haas-Ferrari              | 1'43"627 | 1'43"883 | N.D.     | 15      |
| 16                          | 20 | Kevin Magnussen   | Haas-Ferrari              | 1'43"756 | N.D.     | N.D.     | 16      |
| 17                          | 19 | Felipe Massa      | Williams-Mercedes         | 1'44"014 | N.D.     | N.D.     | 17      |
| 18                          | 18 | Lance Stroll      | Williams-Mercedes         | 1'44"728 | N.D.     | N.D.     | 18      |
| 19                          | 94 | Pascal Wehrlein   | Sauber-Ferrari            | 1'45"059 | N.D.     | N.D.     | 19      |
| 20                          | 9  | Marcus Ericsson   | Sauber-Ferrari            | 1'45"570 | N.D.     | N.D.     | 20      |
| Tempo limite 107%: 1'49"150 |    |                   |                           |          |          |          |         |

In grassetto sono indicate le migliori prestazioni in Q1, Q2 e Q3.

## Gara

### Resoconto
Poco prima del via fa la comparsa sul tracciato la pioggia, che non è mai scesa nelle precedenti edizioni della gara. Tutti i piloti optano per gomme da bagnato copioso, anche se i primi sei della griglia, oltre a Carlos Sainz Jr., Daniil Kvjat, Romain Grosjean e Lance Stroll optano per le coperture da bagnato intermedio, e non estremo.
La partenza comunque avviene da fermo, senza un giro dietro alla safety car prima. Al via Sebastian Vettel mantiene il comando, mentre dietro Kimi Räikkönen insidia Max Verstappen: la Red Bull Racing finisce stretta tra le due Ferrari, che poi si toccano fra loro. Räikkönen, su una vettura fuori controllo finisce sull'accorrente Fernando Alonso, che è l'unico, dei quattro piloti coinvolti nell'incidente, che può proseguire. Verstappen e Räikkönen, infatti, terminano la loro corsa alla prima curva, mentre sulla vettura di Vettel la collisione provoca una perdita di liquidi, che vanno a finire sugli pneumatici posteriori: il pilota tedesco finisce in testacoda poco dopo la quarta curva, danneggiando ulteriormente la sua Ferrari e dovendo ritirarsi. Per la Rossa si tratta del primo doppio ritiro dal Gran Premio del Messico 2015.
La direzione di gara invia in pista la safety car, con Lewis Hamilton al comando, seguito da Daniel Ricciardo, Nico Hülkenberg, Sergio Pérez, Valtteri Bottas, Jolyon Palmer, Stoffel Vandoorne, Esteban Ocon e Carlos Sainz Jr.. Dopo quattro giri, col regime di vettura di sicurezza, riprende la gara, con Palmer che supera subito Bottas. Al giro ottavo si ritira Alonso, per la perdita di potenza del motore, mentre Sainz prende l'ottavo posto a Ocon. Già all'undicesimo giro la gara vede nuovamente l'invio in pista della vettura di sicurezza, dopo l'incidente di Daniil Kvjat, finito contro le barriere.
Vanno ai box, Daniel Ricciardo, che monta gomma da bagnato intermedio, poi Pérez e Ocon, che fanno la stessa scelta dell'australiano. La gara riprende nella sua valenza agonistica, al giro 15. La classifica è sempre comandata da Lewis Hamilton, davanti a Daniel Ricciardo, Valtteri Bottas, Carlos Sainz Jr., poi Nico Hülkenberg, Sergio Pérez e Jolyon Palmer. Al ventesimo giro Vandoorne passa Stroll, per l'ottavo posto.
Al giro 26 Kevin Magnussen e Felipe Massa, nelle retrovie, azzardano la scelta di gomme slick; poco dopo, effettuano la stessa scelta anche Stroll e Grosjean. Da questo momento tutti i piloti passano a questo tipo di coperture. Sainz si ferma al giro 27, come Vandoorne. Un giro dopo si fermano Ricciardo, Bottas, Pérez e Nico Hülkenberg; tutti optano per gomme da asciutto. Dopo la sosta di Lewis Hamilton, la classifica vede sempre in testa il britannico, seguito ancora da Ricciardo e da Bottas. Nico Hülkenberg è salito quarto, davanti a Sainz; seguono Pérez, Palmer e Vandoorne.
Al trentottesimo giro Marcus Ericsson finisce in testacoda; la direzione di gara invia, per la terza volta, la vettura di sicurezza in pista. Nico Hülkenberg torna ai box, per un problema tecnico, perdendo così diversi secondi. Il tedesco rientra in pista solo decimo, e così Sainz recupera il quarto posto. Hülkenberg si ritira al giro 48; il tedesco diventa il pilota col maggior numero di gran premi corsi (129) senza nessun arrivo a podio.
Negli ultimi giri Ricciardo non impensierisce Hamilton, che vince per la sessantesima volta nel mondiale, anche se la gara è interrotta dopo 58 dei 61 giri previsti, per il raggiungimento delle due ore di gara. Carlos Sainz Jr. ottiene, col quarto posto, la sua miglior prestazione in F1, così come Jolyon Palmer, con il 6º posto conquistato, e Stoffel Vandoorne, giunto 7º.

### Risultati
I risultati del Gran Premio sono i seguenti:
| Pos | Nº | Pilota            | Costruttore               | Giri | Tempo/Ritiro                             | Griglia | Punti |
| --- | -- | ----------------- | ------------------------- | ---- | ---------------------------------------- | ------- | ----- |
| 1   | 44 | Lewis Hamilton    | Mercedes                  | 58   | 2h03'23"544                              | 5       | 25    |
| 2   | 3  | Daniel Ricciardo  | Red Bull Racing-TAG Heuer | 58   | +4"507                                   | 3       | 18    |
| 3   | 77 | Valtteri Bottas   | Mercedes                  | 58   | +8"800                                   | 6       | 15    |
| 4   | 55 | Carlos Sainz Jr.  | Toro Rosso                | 58   | +22"822                                  | 10      | 12    |
| 5   | 11 | Sergio Pérez      | Force India-Mercedes      | 58   | +25"359                                  | 12      | 10    |
| 6   | 30 | Jolyon Palmer     | Renault                   | 58   | +27"259                                  | 11      | 8     |
| 7   | 2  | Stoffel Vandoorne | McLaren-Honda             | 58   | +30"388                                  | 9       | 6     |
| 8   | 18 | Lance Stroll      | Williams-Mercedes         | 58   | +41"696                                  | 18      | 4     |
| 9   | 8  | Romain Grosjean   | Haas-Ferrari              | 58   | +43"282                                  | 15      | 2     |
| 10  | 31 | Esteban Ocon      | Force India-Mercedes      | 58   | +44"795                                  | 14      | 1     |
| 11  | 19 | Felipe Massa      | Williams-Mercedes         | 58   | +46"536                                  | 17      |       |
| 12  | 94 | Pascal Wehrlein   | Sauber-Ferrari            | 56   | +2 giri                                  | 19      |       |
| Rit | 20 | Kevin Magnussen   | Haas-Ferrari              | 50   | Problema elettrico                       | 16      |       |
| Rit | 27 | Nico Hülkenberg   | Renault                   | 48   | Perdita d'olio                           | 7       |       |
| Rit | 9  | Marcus Ericsson   | Sauber-Ferrari            | 35   | Testacoda                                | 20      |       |
| Rit | 26 | Daniil Kvjat      | Toro Rosso                | 10   | Incidente                                | 13      |       |
| Rit | 14 | Fernando Alonso   | McLaren-Honda             | 8    | Collisione con M. Verstappen             | 8       |       |
| Rit | 5  | Sebastian Vettel  | Ferrari                   | 0    | Collisione con K. Räikkönen              | 1       |       |
| Rit | 33 | Max Verstappen    | Red Bull Racing-TAG Heuer | 0    | Collisione con K. Räikkönen e F. Alonso  | 2       |       |
| Rit | 7  | Kimi Räikkönen    | Ferrari                   | 0    | Collisione con M. Verstappen e S. Vettel | 4       |       |

## Classifiche mondiali

### Piloti
| Pos | Pilota            | Punti |
| --- | ----------------- | ----- |
| 1   | Lewis Hamilton    | 263   |
| 2   | Sebastian Vettel  | 235   |
| 3   | Valtteri Bottas   | 212   |
| 4   | Daniel Ricciardo  | 162   |
| 5   | Kimi Räikkönen    | 138   |
| 6   | Max Verstappen    | 68    |
| 7   | Sergio Pérez      | 68    |
| 8   | Esteban Ocon      | 56    |
| 9   | Carlos Sainz Jr.  | 48    |
| 10  | Nico Hülkenberg   | 34    |
| 11  | Felipe Massa      | 31    |
| 12  | Lance Stroll      | 28    |
| 13  | Romain Grosjean   | 26    |
| 14  | Kevin Magnussen   | 11    |
| 15  | Fernando Alonso   | 10    |
| 16  | Jolyon Palmer     | 8     |
| 17  | Stoffel Vandoorne | 7     |
| 18  | Pascal Wehrlein   | 5     |
| 19  | Daniil Kvjat      | 4     |

### Costruttori
| Pos | Costruttore          | Punti |
| --- | -------------------- | ----- |
| 1   | Mercedes             | 475   |
| 2   | Ferrari              | 373   |
| 3   | Red Bull-TAG Heuer   | 230   |
| 4   | Force India-Mercedes | 124   |
| 5   | Williams-Mercedes    | 59    |
| 6   | Toro Rosso           | 52    |
| 7   | Renault              | 42    |
| 8   | Haas-Ferrari         | 37    |
| 9   | McLaren-Honda        | 17    |
| 10  | Sauber-Ferrari       | 5     |

## Decisioni della FIA
Al termine della gara, la FIA decide di non prendere provvedimenti in merito all’incidente alla partenza tra Kimi Räikkönen, Sebastian Vettel e Max Verstappen.